# Reino da Albânia (1939–1943)
```
   |-
       |
Erro:
:  
valor não especificado para "
nome_comum
"
```

O Protetorado Italiano da Albânia, também conhecido como Reino da Albânia ou Grande Albânia, existia como um protetorado do Reino da Itália. Foi praticamente uma união entre o Reino da Itália e o antigo Reino da Albânia (1928-1939), oficialmente liderada pelo rei italiano Vítor Emanuel III e pelo seu governo: a Albânia foi liderada por governadores italianos, depois de ter sido ocupada militarmente pela Itália, de 1939 a 1943. Durante este tempo, a Albânia deixou de existir como país independente e tornou-se uma parte autônoma do Império Italiano. As autoridades pretendiam tornar a Albânia parte de uma Grande Itália, assimilando os albaneses como italianos e colonizando a Albânia com colonos italianos da Península Itálica para transformá-la gradualmente numa terra italiana.
No Tratado de Londres, durante a Primeira Guerra Mundial, a Tríplice Entente prometeu à Itália o centro e o sul da Albânia como recompensa pela luta contra as Potências Centrais. Em junho de 1917, depois que os soldados italianos tomaram o controle de áreas substanciais da Albânia, a Itália declarou formalmente um protetorado sobre o centro e o sul da Albânia; no entanto, esta situação foi anulada em setembro de 1920, quando a Itália foi pressionada a retirar o seu exército. A Itália ficou furiosa com os ganhos mínimos que obteve nas negociações de paz, que considerou terem violado o Tratado de Londres. Os fascistas italianos afirmavam que os albaneses estavam etnicamente ligados aos italianos através de ligações com as populações pré-históricas italiotes, ilírias e romanas, e que a grande influência exercida pelos impérios romano e veneziano sobre a Albânia dava à Itália o direito de possuí-la.  Além disso, várias centenas de milhares de albaneses étnicos já tinham sido absorvidos pelo sul da Itália, o que foi usado para justificar a anexação como uma medida que uniria todos os albaneses num único Estado. A Itália apoiou o irredentismo albanês, dirigido contra o Kosovo, predominantemente albanês, na Iugoslávia, e o Épiro, na Grécia, particularmente a área fronteiriça de Chameria, habitada pela minoria albanesa Cham. 

## História

### Pré-invasão: influência e objetivos da Itália na Albânia

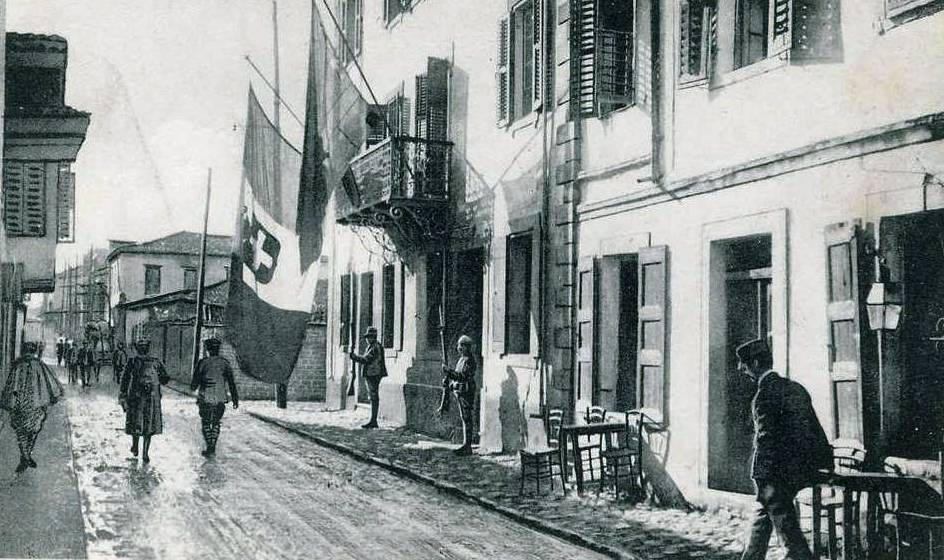
Soldados italianos em Vlorë, Albânia durante a Primeira Guerra Mundial. A bandeira tricolor da Itália com o escudo real de Sabóia é mostrada pendurada ao lado de uma bandeira albanesa na varanda da sede italiana.

Antes da intervenção direta na Primeira Guerra Mundial, a Itália ocupou o porto de Vlorë, na Albânia, em dezembro de 1914. Ao entrar na guerra, a Itália espalhou a sua ocupação para a região do sul da Albânia a partir do outono de 1916. As forças italianas em 1916 recrutaram irregulares albaneses para servir ao seu lado. A Itália, com permissão do comando Aliado, ocupou o Épiro do Norte em 23 de agosto de 1916, forçando o exército grego a retirar as suas forças de ocupação de lá. Em junho de 1917, a Itália proclamou o centro e o sul da Albânia como um protetorado da Itália, enquanto o norte da Albânia foi atribuído aos estados da Sérvia e Montenegro. Em 31 de outubro de 1918, as forças francesas e italianas expulsaram o exército austro-húngaro da Albânia. Após o fim da Primeira Guerra Mundial, a Itália retirou suas forças militares em 2 de setembro de 1920 da Albânia como resultado da pressão estrangeira e da derrota na Guerra de Vlora.
O regime fascista italiano penetrou política e economicamente e dominou a Albânia durante o governo de Zog e planeava a anexação da Albânia anos antes do evento. A Albânia ficou sob forte influência italiana após a assinatura dos Tratados de Tirana de 1926 e 1927. Sob Zog, a economia da Albânia dependia de vários empréstimos financeiros concedidos pela Itália desde 1931.
Em agosto de 1933, Mussolini fez exigências rigorosas a Zog em troca do apoio contínuo da Itália à Albânia, incluindo exigências de que todas as novas nomeações para cargos de liderança no governo albanês deveriam ter recebido uma "educação italiana"; que no futuro um perito italiano estaria em todos os ministérios do governo albanês; que a Itália assumiria o controlo das forças armadas da Albânia – incluindo as suas fortificações; que os oficiais britânicos que treinavam a gendarmaria albanesa fossem substituídos por oficiais italianos; e que a Albânia deve anular todos os seus tratados comerciais existentes com outros países e não fazer novos acordos sem a aprovação do governo italiano; e que a Albânia assine uma convenção comercial que tornaria a Itália e a Albânia o "país mais favorecido" no comércio. Em 1934, quando a Albânia não cumpriu o pagamento programado de um empréstimo à Itália, navios de guerra italianos chegaram à costa da Albânia para intimidar a Albânia a submeter-se aos objectivos italianos na região. No entanto, os britânicos opuseram-se às ações da Itália e, sob pressão, a Itália recuou e afirmou que o exercício naval era apenas uma "visita amigável".
Em 25 de agosto de 1937, o ministro das Relações Exteriores italiano, Conde Ciano, escreveu em seu diário sobre as relações da Itália com a Albânia o seguinte: "Devemos criar centros estáveis de influência italiana lá. Quem sabe o que o futuro pode nos reservar? Devemos estar prontos para aproveitar oportunidades que se apresentarão. Não vamos recuar desta vez, como fizemos em 1920. No sul [da Itália] absorvemos várias centenas de milhares de albaneses. Por que não deveria acontecer a mesma coisa do outro lado da entrada para o Adriático". Em 26 de março de 1938, Ciano escreveu em seu diário sobre a anexação da Albânia, como a Alemanha fez com a Áustria pouco antes: "Um relatório de Jacomoni sobre a situação na Albânia. Nossa penetração está se tornando cada vez mais intensa e mais orgânica. O programa que tracei após meu "A visita está a decorrer sem problemas. Pergunto-me se a situação geral - particularmente o Anschluss [com a Áustria] - não nos permite dar um passo em frente no sentido de um domínio mais completo deste país, que será nosso." e dias depois, em 4 de abril daquele ano, escreveu: "Devemos sublinhar gradualmente o elemento protetorado das nossas relações com a Albânia".

### Invasão e estabelecimento do regime italiano

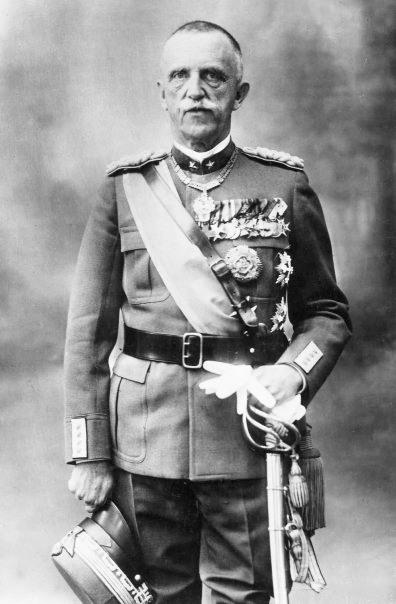
Vítor Emanuel III da Itália, Rei da Albânia de 1939 a 1943

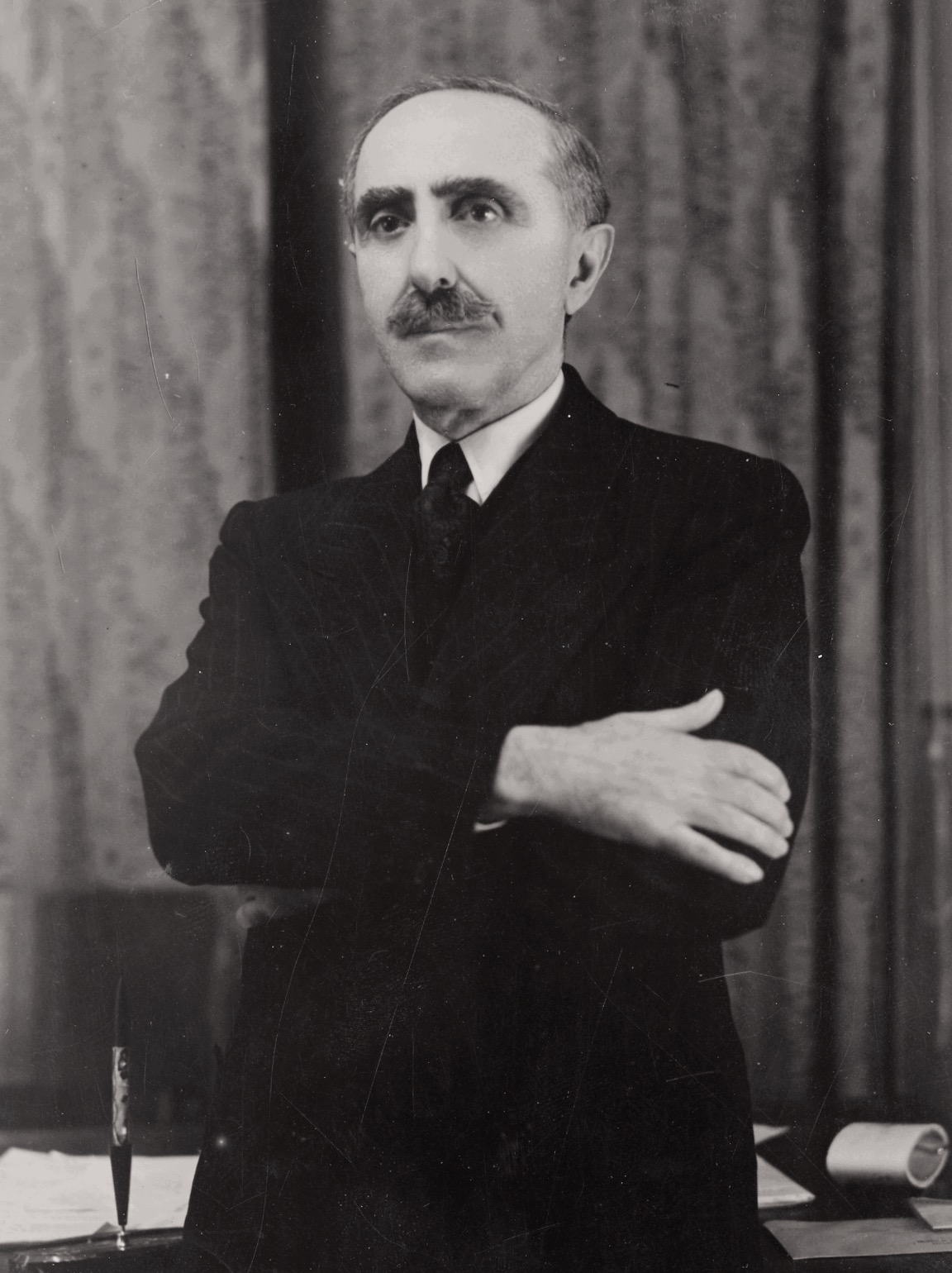
Shefqet Vërlaci, primeiro-ministro da Albânia de 1939 a 1941

Apesar da aliança de longa data da Albânia com a Itália, em 7 de abril de 1939, as tropas italianas invadiram a Albânia, cinco meses antes do início da Segunda Guerra Mundial. A resistência armada albanesa revelou-se ineficaz contra os italianos e, após uma curta defesa, o país foi ocupado. Em 9 de abril de 1939, o rei albanês Zog I fugiu para a Grécia. Embora a Albânia estivesse sob forte influência italiana desde 1927, O líder político da Itália, Benito Mussolini, queria o controle direto sobre o país para aumentar o seu prestígio e o da Itália, fornecer uma resposta à anexação da Áustria pela Alemanha e à ocupação de Checoslováquia, e ter controle firme sobre a Albânia para estacionar grandes forças militares italianas para futuras operações envolvendo a Iugoslávia e a Grécia.

"Os Kosovares são 850.000 albaneses, fortes de corpo, firmes de espírito e entusiasmados com a ideia de uma União com a sua Pátria. Aparentemente, os Sérvios têm pavor deles. Hoje é preciso... clorofórmio os Jugoslavos. Mas mais tarde, é preciso adoptar uma política de profundo interesse no Kosovo. Isto ajudará a manter vivo nos Balcãs um problema irredentista que polarizará a atenção dos próprios albaneses e será uma faca nas costas da Iugoslávia..."

Galeazzo Ciano, genro de Mussolini, o ministro italiano das Relações Exteriores, falando das reivindicações albanesas ao Kosovo como valiosas para os objetivos da Itália.
A Albânia tornou-se um protetorado italiano subordinado aos interesses italianos, nos moldes do Protetorado Alemão da Boêmia e da Morávia. Vítor Emanuel III foi proclamado rei da Albânia, criando uma união pessoal com a Itália; ele foi representado em Tirana por um vice-rei. Foi criada uma união aduaneira e Roma assumiu a política externa albanesa. As forças armadas albanesas foram incluídas nas forças armadas italianas, os conselheiros italianos foram colocados em todos os níveis da administração albanesa e o país foi fascisticizado com o estabelecimento de um Partido Fascista Albanês e das organizações que o acompanham, modelado segundo o protótipo italiano. O Partido Fascista Albanês era um ramo do Partido Nacional Fascista da Itália, os membros do Partido Fascista Albanês prestaram juramento de obedecer às ordens do Duce do Fascismo, Mussolini. Os cidadãos italianos começaram a estabelecer-se na Albânia como colonos e a possuir terras para que pudessem gradualmente transformá-las em solo italiano. A italianização da Albânia era um dos planos de Mussolini.
Enquanto Vítor Emanuel governou como rei, Shefqet Vërlaci serviu como primeiro-ministro. Vërlaci controlava as atividades diárias do protetorado italiano. Em 3 de dezembro de 1941, Shefqet Vërlaci foi substituído como primeiro-ministro por Mustafa Merlika-Kruja. Os recursos naturais do país também ficaram sob controlo direto da Itália. Todos os recursos petrolíferos da Albânia passaram pela Agip, a empresa petrolífera estatal italiana.
A Albânia foi importante cultural e historicamente para os objetivos nacionalistas dos fascistas italianos, já que o território da Albânia fizera parte do Império Romano, mesmo antes da anexação do norte da Itália pelos romanos. Mais tarde, durante a Alta Idade Média, algumas áreas costeiras (como Durazzo) foram influenciadas e propriedade de potências italianas, principalmente o Reino de Nápoles e a República de Veneza durante muitos anos (cf. Albânia Veneta). O regime fascista italiano legitimou a sua reivindicação sobre a Albânia através de estudos que proclamavam a afinidade racial dos albaneses e dos italianos, especialmente em oposição aos jugoslavos eslavos. Os fascistas italianos alegaram que os albaneses estavam ligados através da herança étnica aos italianos devido às ligações com os italianos pré-históricos, as populações ilírica e romana, e que a grande influência exibida pelos impérios romano e veneziano sobre a Albânia justificava o direito da Itália de possuí-la.
A Itália também tentou legitimar e ganhar o apoio público para o seu domínio sobre a Albânia, apoiando o irredentismo albanês, dirigido contra o Kosovo, predominantemente povoado por albaneses, no Reino da Iugoslávia e no Épiro, na Grécia, particularmente a área fronteiriça de Chameria, habitada pela minoria albanesa Cham. Assim, uma publicação italiana fascista chamada Geopolitica afirmou que a população da região de Épiro-Acarnânia, na Grécia, pertencia à Albânia por ser racialmente dinárica e formava um 'sistema geográfico único' com a zona Adriática. Apesar dos esforços do vice-gerente italiano, Francesco Jacomoni, para incitar insurreições e criar uma quinta-coluna, e dos relatórios favoráveis que enviou ao ministro dos Negócios Estrangeiros italiano, conde Ciano, os acontecimentos provaram que havia pouco entusiasmo entre os próprios albaneses: depois do italiano invasão da Grécia, a maioria dos albaneses desertou ou desertou.

### Albânia em guerra

A contra-ofensiva grega (13 de novembro de 1940 a 7 de abril de 1941) durante a Guerra Greco-Italiana

Estrategicamente, o controlo da Albânia deu à Itália uma importante cabeça de ponte nos Balcãs: não só completou o controlo italiano do Estreito de Otranto e da entrada do Mar Adriático, como poderia ser usado para invadir quer a Jugoslávia (em conjunto com outro ataque via Veneza Giulia) ou Grécia.

Em 1939, o Conde Ciano falou das reivindicações irredentistas albanesas ao Kosovo como valiosas para os objetivos da Itália, dizendo:
Os Kosovares [são] 850 000 albaneses, fortes de corpo, firmes de espírito e entusiasmados com a ideia de uma União com a sua Pátria. Aparentemente, os sérvios têm pavor deles. Hoje é preciso…clorofórmio para os iugoslavos. Mas mais tarde será necessário adoptar uma política de profundo interesse no Kosovo. Isto ajudará a manter vivo nos Balcãs um problema irredentista que polarizará a atenção dos próprios albaneses e será uma faca nas costas da Iugoslávia.
O Conselho Corporativo do Partido Fascista Albanês, uma organização quase estatal, emitiu uma directiva em 16 de junho de 1940, pouco depois das declarações de guerra da Itália contra a Grã-Bretanha e a França, que afirmava que "O Reino da Albânia considera-se em guerra com todas as nações contra que a Itália está em guerra – presente ou no futuro." 
Em outubro de 1940, durante a Guerra Greco-Italiana, a Albânia serviu de palco para a mal sucedida invasão da Grécia pelo ditador italiano Benito Mussolini . Mussolini planejou invadir a Grécia e outros países como a Iugoslávia na área para dar à Itália o controle territorial da maior parte da costa do Mar Mediterrâneo, como parte do objetivo dos fascistas de criar o objetivo do Mare Nostrum ("Nosso Mar") no qual a Itália iria dominar o Mediterrâneo. Mas o exército albanês sob o comando do coronel (mais tarde general) Prenk Pervizi  abandonou os italianos em combate, causando um grande desmoronamento das suas linhas. O exército albanês que se acredita ser a causa da traição foi retirado da frente. O coronel Pervizi e sua equipe de oficiais foram isolados nas montanhas de Puka e Shkodra, ao norte. Esta foi a primeira ação de revolta contra a ocupação italiana.

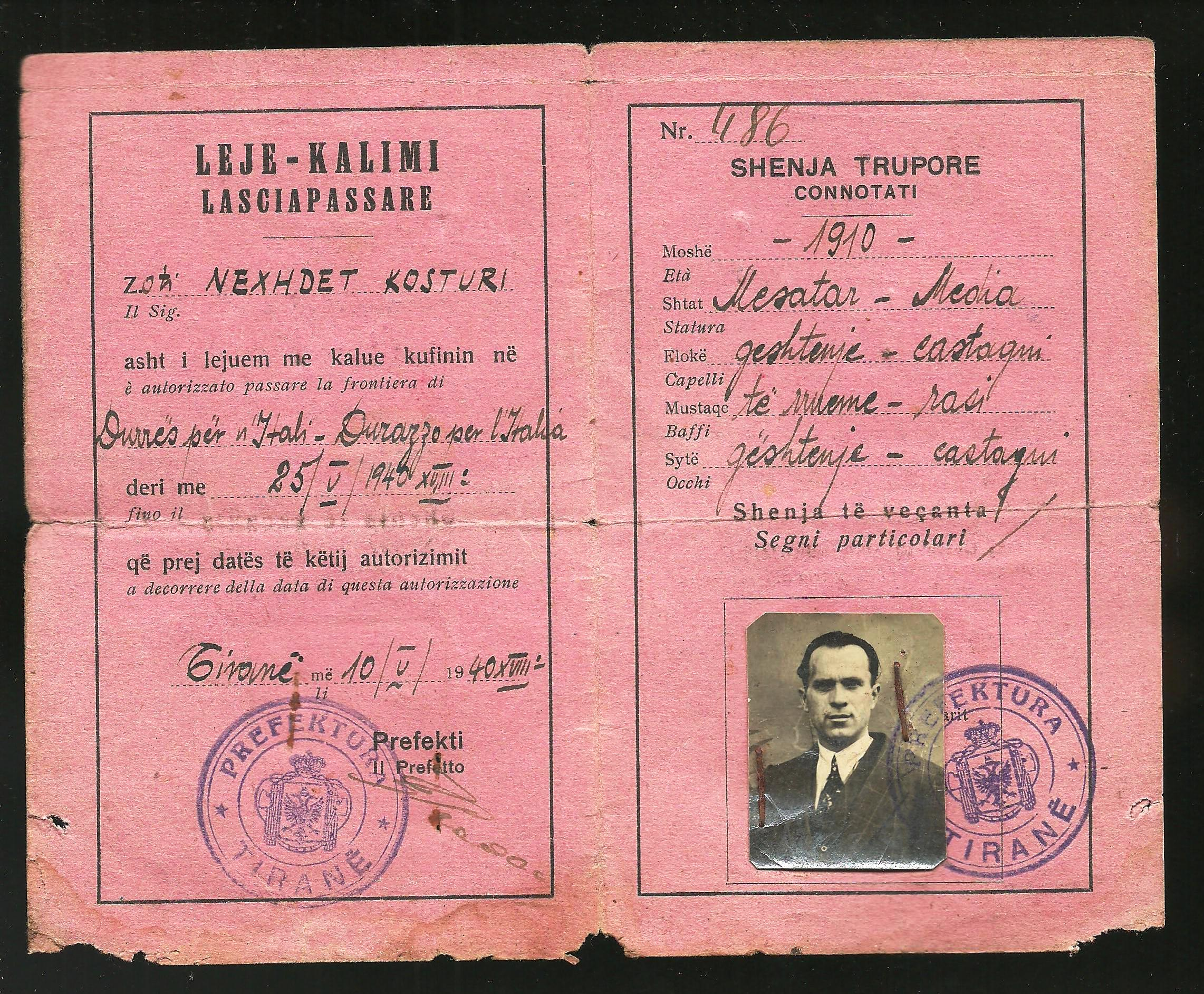
Laissez-passer do Reino da Albânia emitido para viajar para a Itália após a invasão de 1939

Mas, logo após a invasão italiana, os gregos contra-atacaram e uma porção considerável da Albânia ficou em mãos gregas (incluindo as cidades de Gjirokastër e Korçë). Em abril de 1941, a Grécia capitulou após uma esmagadora invasão alemã. Toda a Albânia regressou ao controlo italiano, que também se estendeu à maior parte da Grécia, ocupada conjuntamente pela Itália, Alemanha e Bulgária. Os planos italianos, no entanto, de anexar Chameria à Albânia foram arquivados devido à forte oposição e conflito étnico entre albaneses e gregos, bem como à oposição dos aromenos à albanização da região.
Após a queda da Iugoslávia e da Grécia em abril de 1941, o governo italiano iniciou negociações com a Alemanha, a Bulgária e o recém-criado estado cliente, o Estado Independente da Croácia, sobre a definição das suas fronteiras. Em Abril, Mussolini apelou à expansão das fronteiras da Albânia - incluindo a anexação do Montenegro à Albânia, que teria um governo autónomo dentro da Albânia, e a expansão da fronteira da Albânia para leste, embora não até ao rio Vardar, como alguns tinham proposto - citando que Ohrid deveria ser deixado aos macedónios eslavos, independentemente de a Macedónia Vardar se tornar um Estado independente ou ser anexada pela Bulgária. No entanto, o governo italiano mudou as suas posições na fronteira ao longo de abril, apoiando mais tarde a anexação de Ohrid, ao mesmo tempo que cedeu o território situado directamente fora de Ohrid (incluindo o local sagrado de nascimento de São Clemente) aos macedónios eslavos. Após um período de negociações, as novas fronteiras da Itália nos Balcãs - incluindo as novas fronteiras da Albânia, foram declaradas por decreto real em 7 de junho de 1941.
Após a capitulação italiana em setembro de 1943, o país foi ocupado pelos alemães até o fim da guerra.

## Perseguição
Cerca de 200 judeus albaneses e 400 refugiados judeus residiam na Albânia antes da Segunda Guerra Mundial. Os judeus albaneses eram geralmente protegidos, mas enfrentavam algumas restrições. Judeus estrangeiros foram colocados em campos de concentração. A população judaica do Kosovo teve uma situação comparativamente pior quando as autoridades italianas a entregaram aos alemães, onde foram assassinados ou enviados para campos na Albânia. Outros foram levados para cidades albanesas, onde a população local os protegeu.
Os albaneses Kosovar colaboraram com as potências do Eixo, que lhes prometeram uma Grande Albânia. Isto foi visto como uma alternativa melhor às medidas repressivas incutidas pelos políticos sérvios durante o período entre guerras. Em junho de 1942, o primeiro-ministro Mustafa Kruja declarou que os sérvios seriam enviados para campos de concentração ou mortos. Entre 70 000 e 100 000 sérvios kosovares foram transferidos para campos de concentração em Pristina e Mitrovica ou expulsos para a própria Sérvia, a fim de albanianizar a província. Durante a ocupação, a população foi sujeita a trabalhos forçados, tortura, destruição de propriedade privada, destruição e danos em edifícios históricos e culturais e cemitérios. A expulsão dos sérvios revelou-se problemática, uma vez que desempenhavam funções importantes na região, administravam a maior parte dos negócios, moinhos, curtumes e serviços públicos, e eram responsáveis pela maior parte da produção agrícola útil. Segundo fontes sérvias, estima-se que os Vulnetari e outros paramilitares assassinaram até 10 000 sérvios e montenegrinos no Kosovo.
Um dos planos de Mussolini com o protetorado italiano da Albânia era italianizar os seus cidadãos.

## Economia

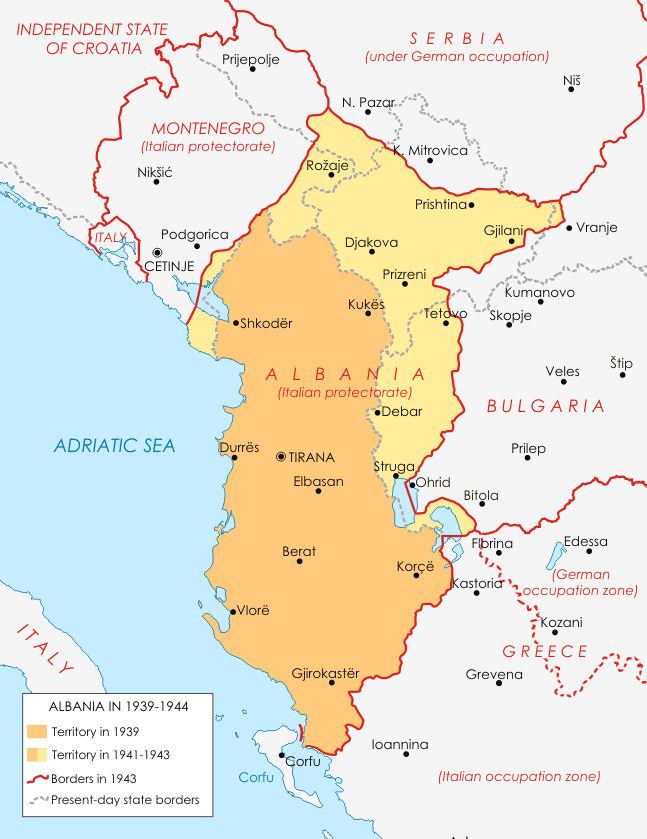
Albânia durante a Segunda Guerra Mundial

Após a ocupação da Albânia e a instalação de um novo governo, as economias da Albânia e da Itália foram ligadas através de uma união aduaneira que resultou na remoção da maioria das restrições comerciais. Através de uma união tarifária, o sistema tarifário italiano foi implementado na Albânia. Devido às perdas económicas esperadas na Albânia decorrentes da alteração da política tarifária, o governo italiano forneceu à Albânia 15 milhões de leks albaneses todos os anos como compensação. As leis aduaneiras italianas deveriam ser aplicadas na Albânia e apenas a Itália poderia concluir tratados com terceiros. O capital italiano foi autorizado a dominar a economia albanesa. Como resultado, as empresas italianas foram autorizadas a deter monopólios na exploração dos recursos naturais albaneses.
Em 1944, o número de empresas e empreendimentos industriais atingiu 430, contra apenas 244 em 1938 e apenas 71 em 1922. O grau de concentração dos trabalhadores na produção industrial em 1938 duplicou em comparação com 1928. Neste momento, a economia da Albânia tinha relações comerciais com 21 países, mas os mais desenvolvidos foram primeiro com a Itália e depois com a Iugoslávia, França, Alemanha, Grécia, etc.
O país entrou no desenvolvimento económico capitalista muito mais tarde do que outros países europeus. Apesar da presença de algum investimento estrangeiro (principalmente italiano), a Albânia fez poucos movimentos no sentido do desenvolvimento industrial no início da Segunda Guerra Mundial. A agricultura, que empregava mais de 87% da força de trabalho, era o principal sector da economia e contribuía com 92,4% do rendimento nacional, sendo os principais produtos o trigo, o milho e o centeio. A agricultura utilizava ferramentas primitivas, como arados de madeira, enquanto os fertilizantes eram pouco conhecidos e a drenagem era deficiente. O nível de produtividade e o nível de organização e mecanização da agricultura neste período foram muito baixos.

## Divisões administrativas

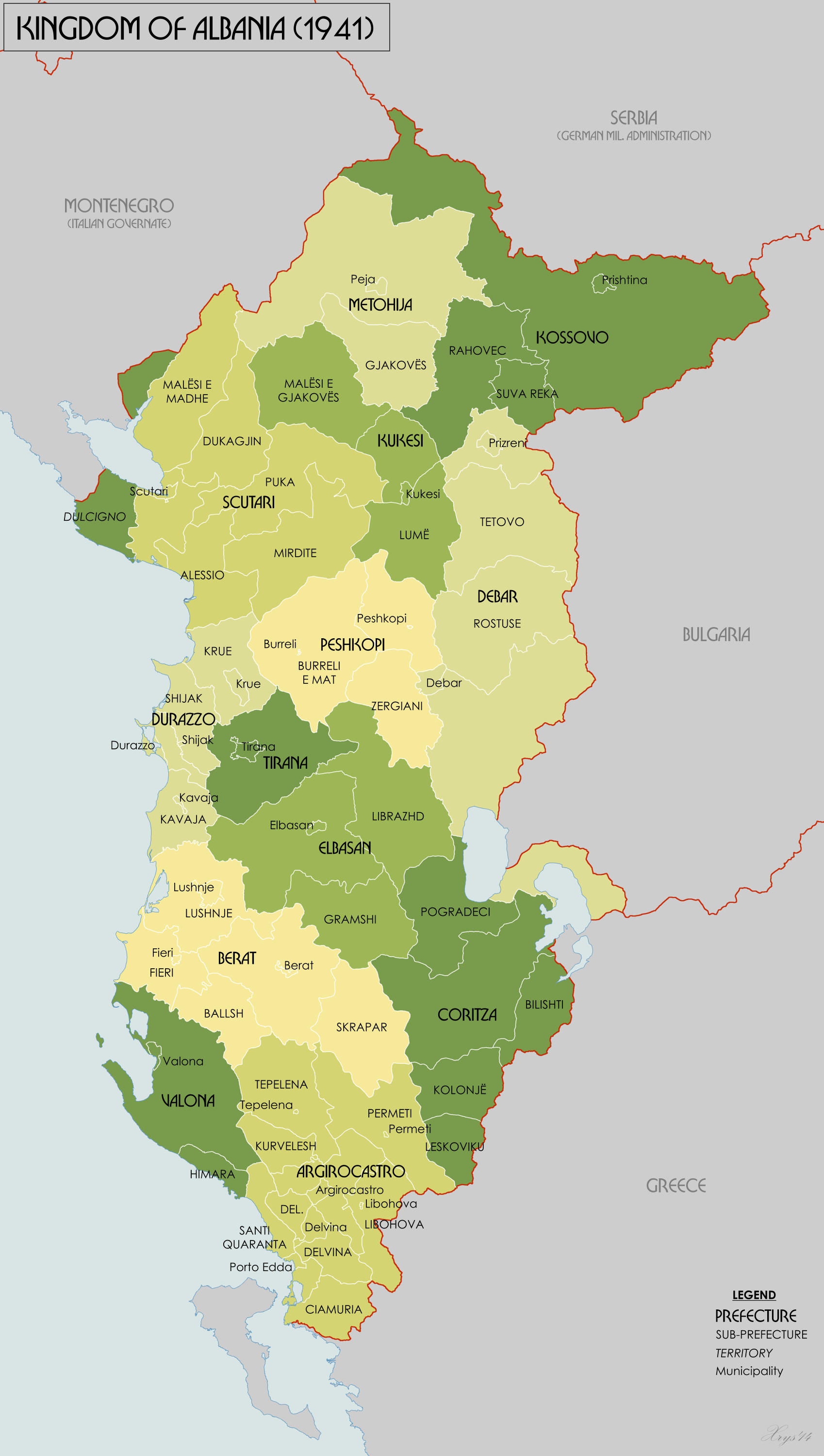
Divisões administrativas em 1941

Os italianos adotaram o sistema albanês existente de prefeituras (italiano: prefetture). De acordo com a estrutura administrativa do resto da Itália, estas também eram chamadas de províncias (italiano: provincia). No entanto, ao contrário da Itália, a subprefeitura albanesa (italiano: sotto prefetture) foi mantida. Havia inicialmente 10 prefeituras. Sob este estavam 30 subprefeituras e 23 municípios (italiano: municipalità). Cada Prefeitura era dirigida por um Prefeito localizado na cidade de mesmo nome. Em 1941, após o desmembramento da Iugoslávia, foram acrescentadas três novas prefeituras. Kossovo, Metohija e Debar, com 5 subprefeituras. Além disso, Ulcinj foi adicionado à prefeitura de Scutari como subprefeitura.
| Prefeitura   | Subprefeitura                                                            | Município                                            |
| ------------ | ------------------------------------------------------------------------ | ---------------------------------------------------- |
| Berat        | Fieri, Lushnje, Ballsh, Skrapar                                          | Berat, Fieri, Lushnjë                                |
| Peshkopi     | Burreli e Mat, Zerqan                                                    | Peshkopi, Burrel                                     |
| Durazzo      | Kavaja, Krue, Shijak                                                     | Durazzo, Kavaja, Shijak, Krue                        |
| Elbasan      | Librazhd, Gramshi                                                        | Elbasan                                              |
| Argirocastro | Ciamuria, Delvina, Kurvelesh, Libohova,Permeti, Tepelena, Santi Quaranta | Argirocastro, Permeti, Tepelena, Porto Edda, Delvina |
| Coritza      | Bilishti, Kolonjë, Leskoviku, Pogradeci                                  | Nenhuma                                              |
| Kukesi       | Lumë, Malësi e Gjakovës                                                  | Kukesi                                               |
| Scutari      | Alessio, Dukagjin, Dulcigno, Malësi e Madhe, Mirdite, Puka               | Scutari                                              |
| Valona       | Himara                                                                   | Valona                                               |
| Tirana       | Nenhuma                                                                  | Tirana                                               |
| Debar        | Rostuse, Tetovo                                                          | Debar, Prizren                                       |
| Metohija     | Gjakovës                                                                 | Peja                                                 |
| Kossovo      | Rahovec, Suva Reka                                                       | Prishtina                                            |